# Östergarnsholm
Östergarnsholm is een Zweeds eiland gelegen in de Oostzee in de provincie Gotlands län. Het eiland ligt ten 4 kilometer ten oosten van Gotland. Er wonen geen mensen maar er grazen wel schapen. In de zomer vaart er een rondvaartboot naar Östergarnsholm.

## Vuurtorens
Östergarnsholm heeft drie vuurtorens. De westelijke vuurtoren of oude vuurtoren ligt in het westelijke deel van het eiland en werd gebouwd in 1817. Oorspronkelijk was deze afhankelijk van steenkool, maar in 1849 kreeg deze een olielamp. De vuurtoren trad uit zijn functie in 1919.
In 1919 werd er een tweede vuurtoren gebouwd: Östergarn. Deze is 29 meter hoog (36 meter boven de zeespiegel) en gemaakt van beton en werkt nog steeds.
In 1919 werd er nog een derde kleine vuurtoren gebouwd: West Östergarnsholm (Östergarnsholm västra) op een kaap in het westen, deze staat dichter bij het water en is 4 meter hoog (12 meter boven de zeespiegel) en is wit van kleur.